# عزيز صالحو
عزيز صالحو (مواليد 1 مايو 1954) هو ملاكم يوغوسلافي، مثّل بلاده في الألعاب الأولمبية الصيفية في دورات 1980 و1984 و1988.

## روابط خارجية
عزيز صالحو على موقع أوليمبيديا (الإنجليزية)